# Peter Elliott
Peter Elliott (Rotherham, South Yorkshire, 9 de outubro de 1962) é um antigo atleta britânico, corredor de meio-fundo, que ganhou a medalha de prata na corrida de 1500 metros nos Jogos Olímpicos de 1988, em Seul, bem como a medalha de prata nos 800 metros dos Campeonatos Mundiais de Roma 1987.

## Melhores marcas pessoais

### Outdoor
| Prova       | Data                   | Local                  | Marca     |
| ----------- | ---------------------- | ---------------------- | --------- |
| 800 metros  | 6 de agosto de 1990    | Sevilha, Espanha       | 1:42,97 m |
| 1500 metros | 16 de setembro de 1990 | Sheffield, Reino Unido | 3:32,69 m |
| Milha       | 2 de julho de 1988     | Oslo, Noruega          | 3:49,20 m |
| 2000 metros | 15 de setembro de 1987 | Lausanne, Suíça        | 4:52,82 m |

### Indoor
| Prova | Data                   | Local                           | Marca     |
| ----- | ---------------------- | ------------------------------- | --------- |
| Milha | 9 de fevereiro de 1990 | East Rutherford, Estados Unidos | 3:52,02 m |